# Город мёртвых
«Город мёртвых» (также иногда переводится как «Город мертвецов» или «Отель ужаса») (англ. The City of the Dead или Horror Hotel — прокатное название в США) — английский (но снятый в США) фильм ужасов 1960 года. Фильм находится в общественном достоянии в США.

## Сюжет
В 1692 году в городке Уайтвуд, в Новой Англии, была сожжена ведьма. Однако перед смертью она успела заключить сделку с дьяволом: тот даровал ей вечную жизнь в обмен на обещание вечно творить только зло.
Наши дни (середина XX века). Профессор Алан Дрисколл читает лекцию в одном из университетов США о средневековых ведьмах. Одна из его студенток, Нэн Барлоу, особо интересуется этим вопросом, и тогда профессор даёт ей совет посетить Уайтвуд, где можно найти много интересного по теме. Нэн отправляется туда на каникулах. Поселившись в гостинице с весьма эксцентричной хозяйкой миссис Ньюлесс, Нэн начинает изучать историю городка. Она знакомится с местной жительницей, Патрицией, а вскоре узнаёт, что на днях должен будет состояться очередной, в многочисленной многовековой череде, обряд жертвоприношения. Жертвой будет некая девушка. Спустившись в подвал гостиницы, девушка погибает.
Спустя две недели, обеспокоенные отсутствием, на поиски Нэн отправляются её брат Ричард и её молодой человек Том. Преодолев по пути козни ведьм (автокатастрофа), друзья прибывают в Уайтвуд. Здесь они находят Патрицию, знакомятся с её отцом. Вскоре Патрицию похищают, и Ричард находит её в том самом подвале, где погибла Нэн; девушка готова к жертвоприношению. К немалому своему удивлению он узнаёт, что предводитель секты — сам профессор Дрисколл, отправивший сюда Нэн. Ричард схвачен, он тоже будет убит. В последнюю минуту в подвал врывается Том, который с помощью распятия уничтожает ведьм, хотя и сам при этом убит ножом в спину. Главной ведьме удаётся бежать, однако она больше не может вечно жить, так как время жертвоприношения упущено. Ею оказывается хозяйка гостиницы миссис Ньюлесс, настоящее имя которой — Элизабет Селуин; Ричард и Патриция находят её мёртвой, выйдя из подвала.

## В ролях
- Венеция Стивенсон[англ.] — студентка Нэн Барлоу
- Кристофер Ли — профессор Алан Дрисколл, предводитель секты
- Бетта Сент Джон — Патриция Расселл, жительница Уайтвуда
- Валентайн Диалл[англ.] — Джетроу Кин
- Деннис Лотис — Ричард Барлоу, брат Нэн
- Патриша Джессел — ведьма Элизабет Селуин / хозяйка гостиницы миссис Ньюлесс
- Том Нэйлор — Билл Майтланд
- Энн Бич[англ.] — Лотти
- Норман Макоуэн — Реверенд Расселл, отец Патриции
- Максин Холден — Сью
- Уильям Эбни — полицейский

## Факты
- От английских актёров требовалось, чтобы они говорили с американским акцентом.
- Фильм очень напоминает «Психо», вышедший в том же году: в обоих зрителю представлена привлекательная блондинка, которая, ожидаемо, будет главной героиней, в обоих она уезжает в отдалённую местность, где поселяется в гостинице с весьма эксцентричным хозяином, в обоих фильмах эта блондинка погибает примерно посередине повествования[1].
- В американском прокате длительность фильма сокращена примерно на две минуты в связи с удалением нескольких фраз, касающихся вызова Люцифера.
- Кадры из фильма позднее неоднократно использовались в музыкальных клипах: Bring Your Daughter... to the Slaughter (1990) группы Iron Maiden, «Sleepless Nights» King Diamond'а, «Dragula» (1998) Роба Зомби, «Horror Hotel» группы The Misfits.
- В Новой Англии никогда не сжигали ведьм: их вешали или давили огромными камнями. Сжигание ведьм характерно для Старого Света.

## Премьерный показ в разных странах
- Великобритания — сентябрь 1960
- США — 12 сентября 1961
- Дания — 13 ноября 1961
- Западная Германия — 13 декабря 1963
- Норвегия — 26 сентября 1968
- Финляндия — 1995 (выход на видео)